# Il reste du jambon ?
Pour plus de détails, voir Fiche technique et Distribution.
Il reste du jambon ? est un film français réalisé par Anne Depétrini, sorti en 2010.

## Synopsis
Justine est une journaliste à la télévision, et sa rencontre avec Djalil, chirurgien provoquera un coup de foudre entre eux. Ce coup de foudre sera aussi source d'étincelles entre eux, et leur famille.

## Fiche technique
- Titre : Il reste du jambon ?
- Titre international : Bacon on the Side
- Réalisateur : Anne Depétrini
- Scénario : Anne Depétrini et Benjamin Guedj avec la collaboration de Ramzy Bedia
- Supervision du script : Isabelle Querrioux
- Directeur de production : Pierre Wallon
- 1er assistant réalisateur : Denis Imbert
- Casting : Marie-France Michel
- Directeur de la photographie : Christophe Offenstein
- Montage : Béatrice Herminie
- Ingénieur du son : Pierre Excoffier
- Chef décorateur : Johann George
- Décors : Benedicte Joffre
- Cascades : Patrick Ronchin et Albert Goldberg
- Costumes : Pascaline Chavanne
- Compositeur : Akhenaton
- Supervision musicale : Quentin Boniface
- Photographie : Christophe Offenstein
- Ingénieur du son : Bruno Seznec et Joel Rangon
- Durée : 90 minutes
- Box-office France : 787 279 entrées
- Format de production : 35 mm - couleur - 2.35:1
- Langue : français - arabe
- Genre : comédie romantique
- Pays d'origine :  France
- Budget : 5,31M€[1]
- Producteurs : Jean Cottin, Ramzy Bedia, Laurent Taïeb
- Sociétés de production : Les Films du Cap, TF1 Films Production, Gaumont et 4 Mecs à Lunettes Production
- Montage : Beatrice Herminie
- Participations à la production : Canal+, CinéCinéma, TF1, ACSE, programme MEDIA (Union Européenne),
- Assistants de production : Thibaud Ader et Grégoire Thomas
- Sociétés de distribution[2] : Gaumont (France), Victory Productions ( Belgique - 11 847 entrées) et Pathé Distribution ( Suisse - 930 entrées)
- Date de sortie
  - (France, Suisse et Belgique) : 27 octobre 2010
- Date de sortie DVD et Blu-Ray : 3 mars 2011
- Visa d'exploitation n° 121 251

## Distribution
- Ramzy Bedia : Djalil Boudaoud
- Anne Marivin : Justine Lacroix
- Leïla Bekhti : Anissa Boudaoud
- Géraldine Nakache : Sophie
- Mohamed Fellag : Mahmoud
- Marie-France Pisier : Nicole
- Jean-Luc Bideau : Charles
- Biyouna : Houria
- Arnaud Henriet : Mathieu
- Alex Lutz : Benoît
- Franc Bruneau : Gilles
- Frank Bellocq : Pierre
- Éric Judor : le vigile
- Franck Gastambide, Medi Sadoun et Jib Pocthier : les 3 Suisses
- Valérie Decobert Koretzky : Patronne « Two to Crock »
- Lucien Layani : Monsieur Benaïm
- Manon Azem : Dounia
- Léticia Belliccini : Louisa
- Stéphane Bern : Mickey
- Thomas Gilou : William
- Frédéric Chau : Lucien
- Olivier Chenevat : Pompier 1
- Laurent Soffiati : Pompier 2
- Brune Renault : Infirmière 1
- Selma Kouchy : Nadia
- Maïmouna Gueye : Val
- Guillaume Saint-Michel : Directeur restaurant japonais
- Patrick Dross : Animateur émission littéraire
- Naema Boudoumi : Naema
- Rachel Suissa : Infirmière 2
- Antoni Simundu : Ami d'enfance de Djalil
- Hassen Mezache : Ami d'enfance de Djalil
- Mohammad Ait-Tadrat : Ami d'enfance de Djalil
- Baya Rehaz : Samira
- Marie-Philomène Nga : Madame Coulibaly
- Lahouari Ouina : Oncle Djalil
- Sophie Parel : La maîtresse d'école
- Ryan Azzoug Gaumont : Djalil Ado

## Production

### Lieux de tournage
- Le CND (Centre national de la danse) de Paris a servi de décor pour la scène de dispute entre Justine et Benoît. En effet, dans cette scène, on reconnait les escaliers et les atriums.
- Autres lieux de tournage[3] : Hauts-de-Seine : Nanterre (boulevard de Pesaro), Colombes (quartier des Fossés-Jean), Hérouville, Aubervilliers, Paris
- • le théâtre de la colline, Paris 20 eme

## Autour du film
- Il s'agit du dernier rôle au cinéma de l'actrice Marie-France Pisier.